# François-Xavier Loizeau
Pour les articles homonymes, voir Loizeau.
François-Xavier Loizeau, né le 7 juillet 1939 à Maillé en Vendée, est un évêque catholique français, évêque du diocèse de Digne, Riez et Sisteron de 1998 à 2014.

## Biographie

### Formation
Après être entré au séminaire universitaire d'Angers, François-Xavier Loizeau a poursuivi sa formation en philosophie et en théologie à la faculté de théologie et de sciences religieuses d'Angers, obtenant deux licences, l'une en philosophie et l'autre en théologie.

### Principaux ministères
Il a été ordonné prêtre le 28 juin 1965 pour le diocèse de Luçon.
Il est aussitôt devenu professeur de philosophie et économe du grand séminaire de Luçon de 1966 à 1972, avant d'occuper les mêmes fonctions au grand séminaire d'Angers de 1972 à 1982.
En 1982, il a été nommé secrétaire particulier de l'évêque et secrétaire général de l'évêché de Luçon jusqu'en 1992, où il est devenu vicaire général du diocèse de Luçon.
En parallèle, il a été juge du tribunal interdiocésain de 1978 à 1997.
Nommé évêque de Digne le 10 novembre 1997, il a été consacré le 25 janvier 1998.
Au sein de la Conférence des évêques de France, il est membre du Conseil pour les mouvements et associations de laïcs.
Ayant atteint la limite d'âge de 75 ans, sa renonciation est acceptée par le pape François le 7 novembre 2014.

## Prises de position

### Sur les élections municipales et cantonales de 2008
Dans un communiqué du 30 janvier 2008, François-Xavier Loizeau invite les chrétiens à aller voter, car « notre vote est un acte de solidarité pour construire ensemble l'avenir de notre village ou notre ville, de notre canton et de notre département, de la France et de l’Europe, de notre planète aussi ». Il appelle « les catholiques à s’engager et à s’impliquer encore davantage (comme leurs aînés) dans la responsabilité communale, intercommunale ou cantonale. Ils peuvent trouver dans leur foi un sens humain à leur action au service de tous ».